# Чимальпаїн
Домінго Франциско де Сан-Антон Муньйон Чимальпаїн Куаутлеуаніцін (*Domingo Francisco de San Antón Muñón Chimalpahin Quauhtlehuanitzin, 1579 —1660) — історик Нової Іспанії, священик.

## Життєпис
Походив з народності чичимеків. Народився у м. Амекамека (області Чалько). Вважав себе спадкоємцем тлатоані Чалько, проте цей факт не доведено. У 1593 році переїхав до Мехіко, де після навчання у францисканському Колегіумі Сантьяго де Тлателолько обіймав різні дрібні церковні посади. До 1620-х років він служив фіскалом (керуючим господарством) церкви Сан-Антоніо Абад в кварталі Шоллоко. Проте видатної церковної кар'єри не зробив. Помер у Мехіко у 1660 році.

## Творчість
У доробку є «Щоденник» і «Справжні повідомлення з Чалько Амекамекана» (інша назва «Вісім повідомлень і меморіал з Кольуакана»), в яких містяться цінні матеріали з історії доколніальної Мексики. Інша частина містить історію Нової Іспанії з 1589 по 1615 рік.
За рівнем літературного хисту і критичного підходу до джерел Чимальпаїн поступається своєму сучасникові Фернандо де Альва Іштлільшочитлю, однак зовсім не програє в ретельності й працьовитості, а відсутністю надмірної упередженості вигідно відрізняється.
За наказом місцевого ерудита Карлоса де Сігуенса-і-Гонгори праці Чимальпаїна (разом з роботами Іштлільшочитля) переплели разом у 3 великі томи. У 1700 році після смерті Сігуенса-і-Гонгори праці потрапили до Колегії Святого Ільдефонса в Мехіко, де залишалися до 1827 року, коли її хранитель Хосе Маріа Луїс Мора віддав рукописи в обмін на кілька примірників протестантської Біблії агенту Британського і Іноземного Біблійного Товариства Джеймсу Томсену. Надалі книжкове зібрання Біблійного Товариства з придбанням Томсена було передано в бібліотеку Кембриджського університету, де рукописи Чимальпаїна перебували в невідомості до 1983 року, коли були виявлені під час нової каталогізації бібліотечного фонду.
У даний час — це рукопис BSM бібліотеки Кембриджського університету 374 III. У 1997 році матеріали опубліковані А. Дж. О. Андерсоном і С. Шредер під назвою «Кодекс Чимальпаїн». Його переклад російською мовою у 2010 році здійснено українським фахівцем В. М. Талахом.
Окрім того, свого часу Чимальпаїн розшукав і переписав дві праці, які нині низка вчених вважає частиною його доробку, — «Нариси про прибуття мешіків астеків, коли прибули сюди у Мешіко Теночтітлан» та «Володарі Теночтітлана, Тескоко і Тлакопана». Перший має схожість з «Кодексом Ботуріні», другий — «Кодексом Чимальпопоки» та «Кодексом Мендоси».